# Cuisy-en-Almont
Cuisy-en-Almont es una comuna francesa, situada en el departamento de Aisne, de la región de Alta Francia. Está integrada en la comunidad de aglomeración GrandSoissons Agglomération.

## Demografía
| 435 | 433 | 371 | 311 | 321 | 352 | 328 | 349 |
| Para los censos de 1962 a 1999 la población legal corresponde a la población sin duplicidades (Fuente: INSEE [Consultar]) |     |     |     |     |     |     |     |